# Conselleria d'Economia, Treball i Indústria de la Xunta de Galícia
La Conselleria d'Economia, Treball i Indústria de la Xunta de Galícia (en gallec Consellería de Economía, Emprego e Industria) és una conselleria de la Xunta de Galícia que s'ocupa de la política energètica, de la planificació econòmica i empresarial i de la promoció industrial.

## Història
La conselleria d'Indústria incorporà al llarg de la seva història distintes competències que, alhora, també formaren part d'altres conselleries. És el cas del comerç, per exemple, que en 1983 s'incorpora durant uns mesos a la consellería de Economía e Facenda, del turisme que s'incorpora a Industria entre 1985 i 1990 i entre 2005 i 2009. A partir de 2009 s'incorporen endemés les competències de planificació de l'antiga conselleria d'Economia i Hisenda, que ara queda reduïda a conselleria d'Economia.

## Estructura interna

### Secretaries i direccions generals
Endemés de la necessària Secretaria General de la conselleria, la conselleria d'Indústria compta amb les següents direccions generals:
- Direcció general d'Investigació, desenvolupament i innovació: Ricardo Capilla
- Direcció general de Comerç: Sol María Vázquez Abeal
- Direcció general d'Indústria, energia i mines: Ángel Bernardo Tahoces

### Ens adscrits a la conselleria
- Centro de Supercomputación de Galicia (CESGA)
- Instituto Enerxético de Galicia (INEGA)
- Instituto Galego de Consumo (IGC)
- IGAPE

## Consellers
1. Ramón de Vicente Vázquez (1982-1983). Com a conseller d'Indústria, Energia i Comerç.
2. Juan Manuel de la Fuente (1983-1984). Com a conseller d'Indústria i Energia
3. Ramón Díaz del Río (1984-1985). Com a conseller d'Indústria, Energia i Comerç.
4. Luciano Asorey (1985-1987). Como conselleiro de Traballo, Industria i Turisme.
5. Santos Oujo Bello (1987-1990). Com a conseller d'Indústria, Comercio i Turisme.
6. Xoán Fernández (1990-1994). Com a conseller d'Indústria i Comerç.
7. Antonio Couceiro (1994-1999).
8. Juan Rodríguez Yuste (1999-2005). A partir de 2003, com a conseller d'Innovació, Industria i Comerç.
9. Fernando Blanco Álvarez (2005-2009). Com a conseller d'Innovació i Indústria.
10. Xavier Guerra (2009-2012). Com a conseller d'Economia i Indústria.
11. Francisco Conde López (2012-). Com a conseller d'Economia i Indústria.